# NGC 7232A
NGC 7232A is een balkspiraalstelsel in het sterrenbeeld Kraanvogel. Het hemelobject werd op 6 september 1834 ontdekt door de Britse astronoom John Herschel.

## HD 210796
Vanaf de Aarde gezien bevindt het stelsel NGC 7232A zich schijnbaar net ten westen van de ster HD 210796 (magnitude 8). Deze ster behoort echter toe aan het melkwegstelsel en heeft geen echt verwantschap met het stelsel NGC 7232A.

## Synoniemen
- ESO 289-3
- IRAS 22105-4608
- PGC 68329